# ادوارد کوبک
ادوارد کوبک (اوکراینی: Едвард Федорович Кобак؛ زادهٔ ۲۲ آوریل ۲۰۰۲) بازیکن فوتبال اهل اوکراین است.
وی همچنین در تیم ملی فوتبال Ukraine U17 بازی کرده‌است.